# Quai de la Loire
Le quai de la Loire est un quai situé le long du bassin de la Villette, à Paris, dans le 19e arrondissement.

## Situation et accès
La rue commence à la rue de Crimée et mène en sens unique jusqu'à l'intersection de l'avenue Jean Jaurès - place de la Bataille de Stalingrad à proximité de l'écluse de La Villette au canal Saint-Martin.
Il est desservi par les lignes 2, 5 et 7 bis à la station Jaurès.

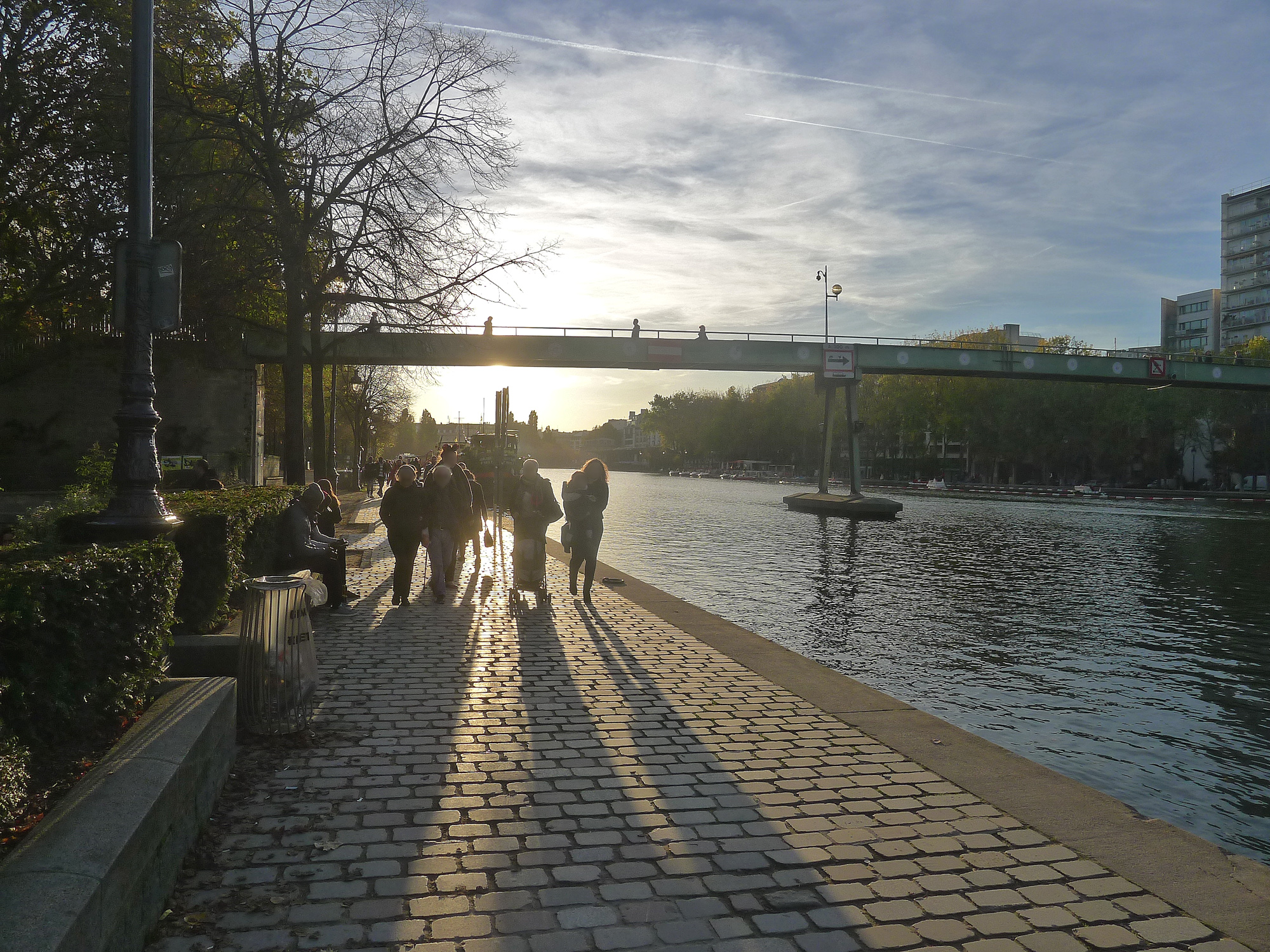
Vers le sud.
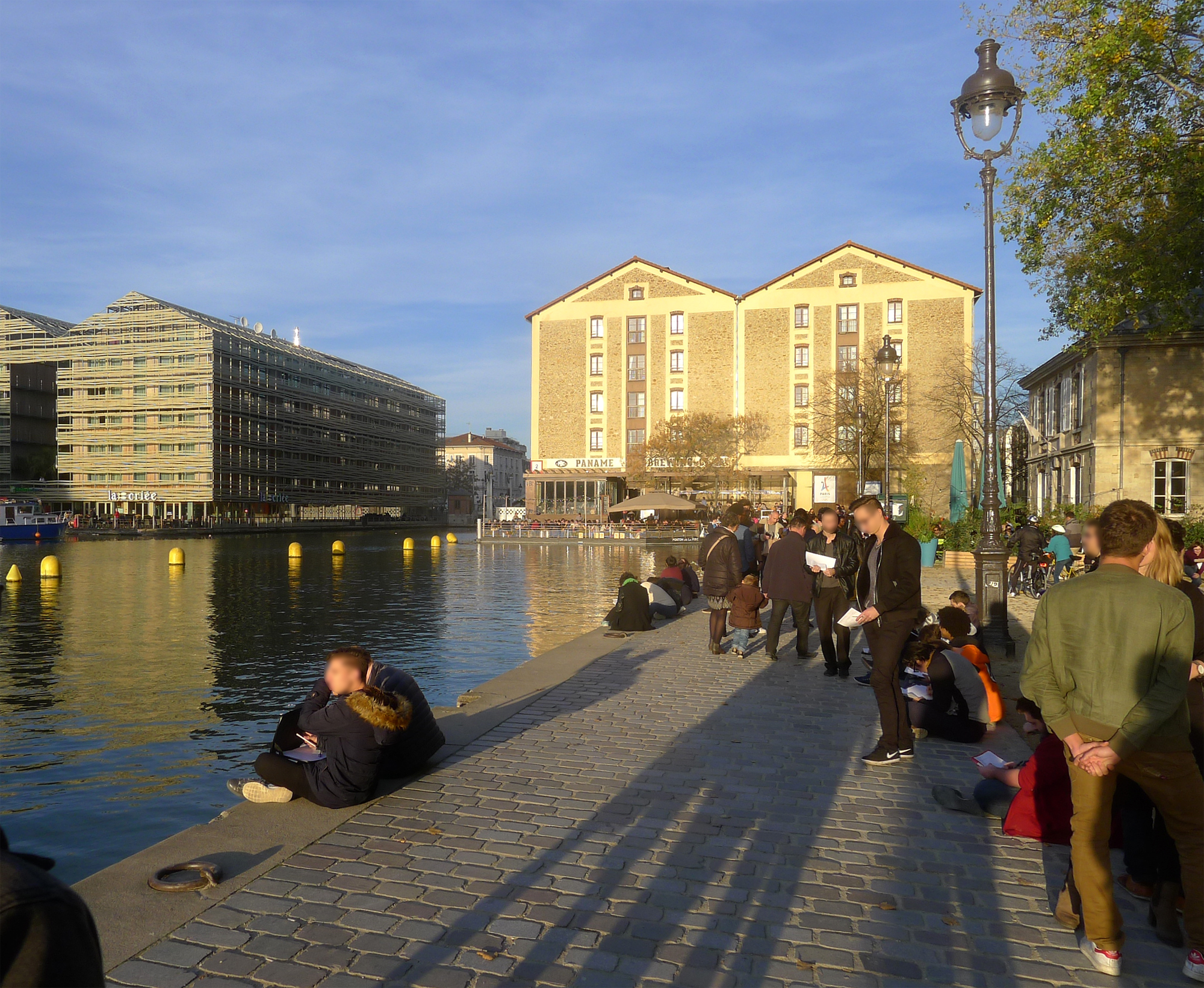
Vers le nord.

## Origine du nom
Il est nommé d'après le fleuve, la Loire, le plus long de France (1 006 km).

## Historique
Cette voie, initialement la « route départementale no 76 », a été formée en quai en 1829, après la construction du canal de l'Ourcq et la mise en eau du bassin de la Villette.
Il prend son nom actuel en 1857.
Le 30 janvier 1918, durant la première Guerre mondiale, les nos 88, 90 et 98 quai de la Loire sont touchés lors d'un raid effectué par des avions allemands.
Les voies longeant le bassin sont renommées promenade Jean-Vigo en 2005 et promenade Éric-Tabarly en 2008.

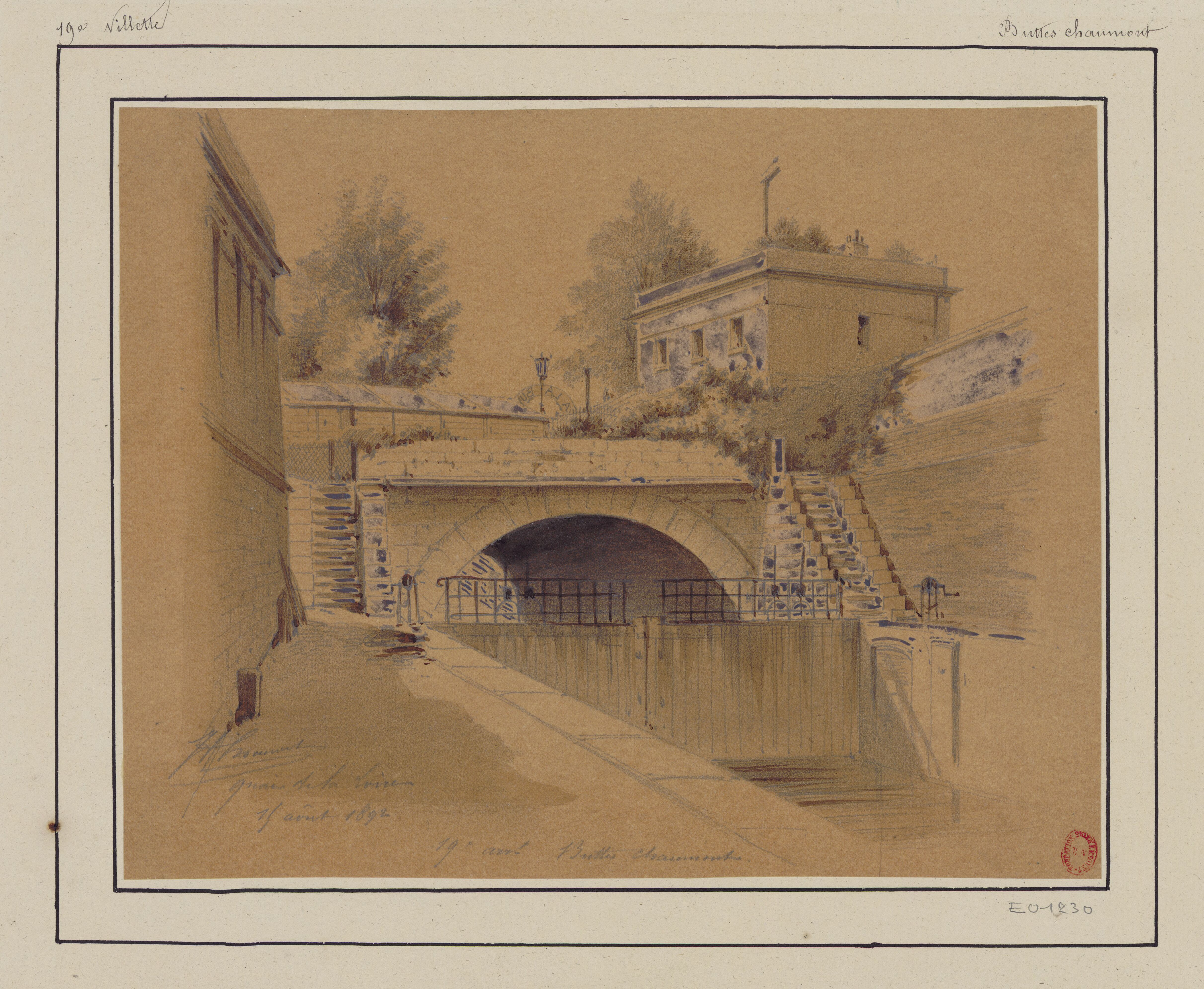
L'écluse de la Villette à l'extrémité du quai en 1892 (dessin de Jules-Adolphe Chauvet).
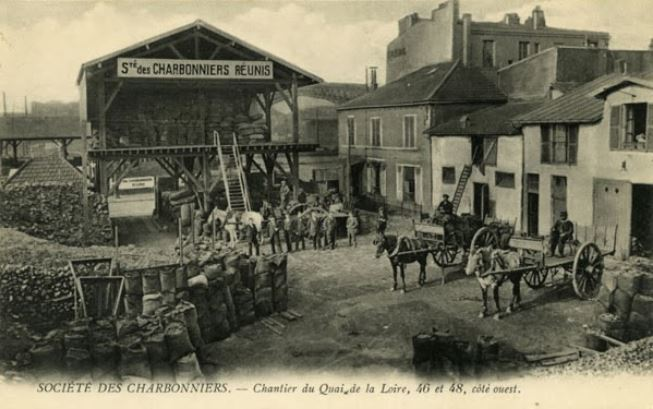
Société des Charbonniers, chantier du quai de la Loire.
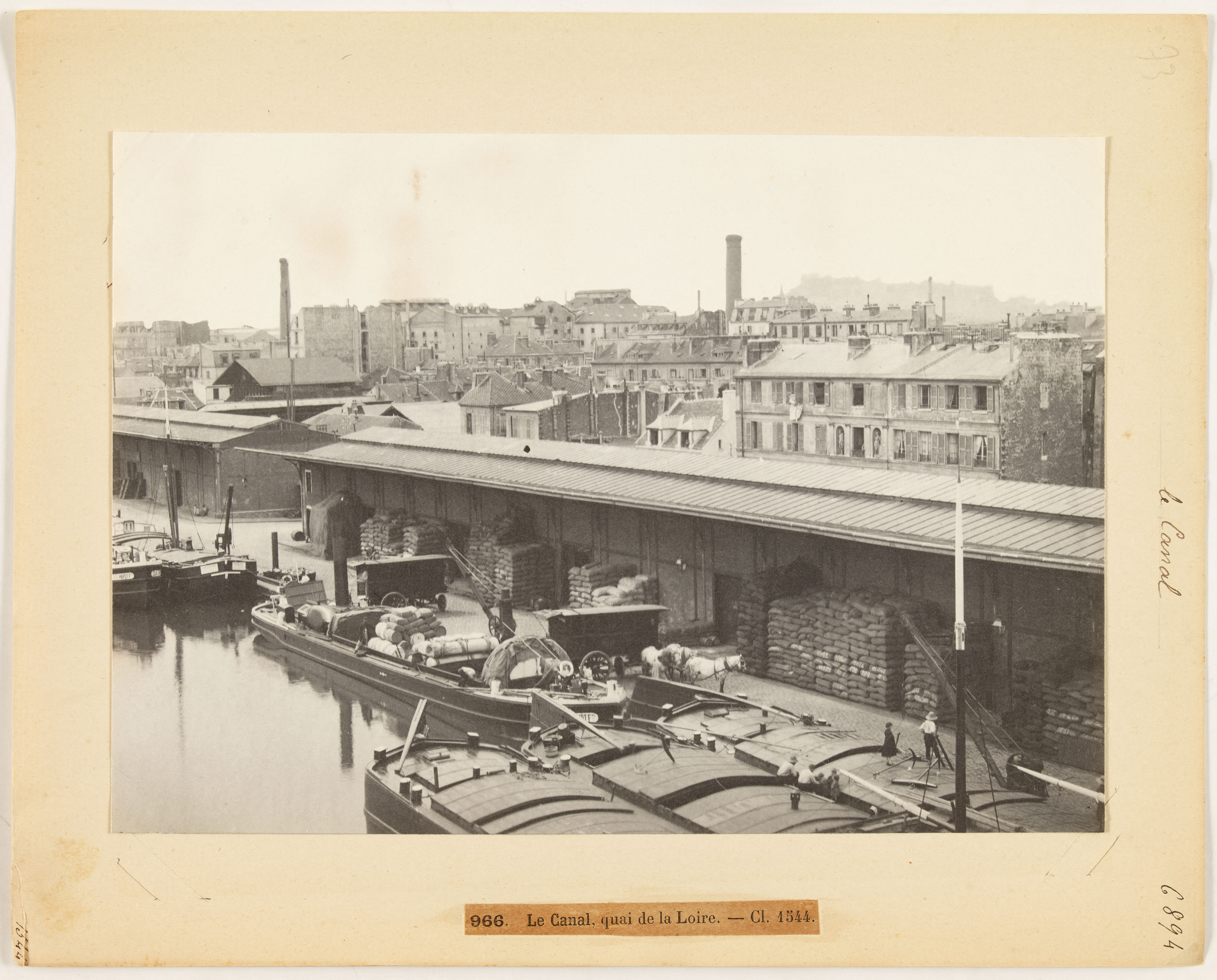
Péniches sur le quai de la Loire vers 1890 (photographie d'Hippolyte Blancard).
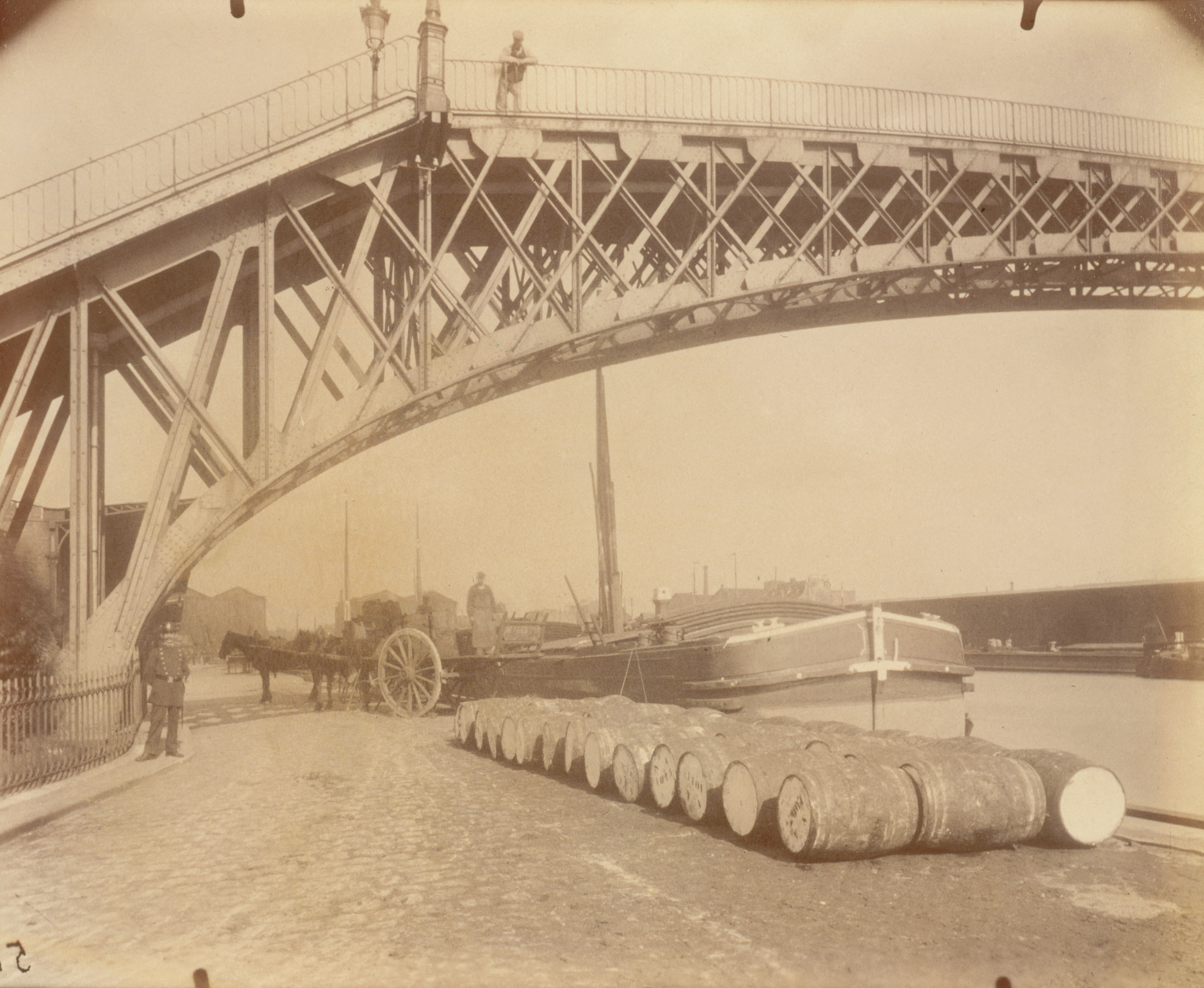
Le quai au niveau de la passerelle de la Moselle vers 1905 (photographie d'Eugène Atget).

## Bâtiments remarquables et lieux de mémoire
- No 41 bis à 49 (impairs) et no 147 rue de Crimée : bâtiments d'entrepôts (1845-1853 dont un reconstruit à l'identique après un incendie) utilisés comme lieu de stockage par les anciens Magasins généraux jusqu'en 1974. Abandonnés, ils ont été investis par des artistes. Ils ont également servi de décor au tournage du film Diva (sorti en 1981) de Jean-Jacques Beineix, et de lieu d'exposition. Réhabilités en résidence (initialement 37 ateliers-logements prévus), l'un est devenu une auberge de jeunesse, l'autre une résidence d'étudiants a laquelle est jointe une société nautique qui propose aux parisiens des cours d'initiation au canoë-kayak et à l'aviron[2].
- No 99 : Robert Herbin, joueur et entraineur emblématique de l'AS Saint-Étienne y est né le 30 mars 1939[3].

## Animations et culture
- No 7 : cinéma MK2 Quai de Loire / Quai de Seine.
- Paris Plages.
- Salon culturel annuel Spectaculaire.